# Cryptus alpinus
Cryptus alpinus är en stekelart som beskrevs av Maljavin 1967. Cryptus alpinus ingår i släktet Cryptus och familjen brokparasitsteklar. Inga underarter finns listade i Catalogue of Life.